# Liste der Staatsoberhäupter 174
Übersicht
◄◄ | ◄ | 170 | 171 | 172 | 173 | Liste der Staatsoberhäupter 174 | 175 | 176 | 177 | 178 | ► | ►►

Weitere Ereignisse

## Afrika
- Aksumitisches Reich
  - König: s. Aksumitisches Reich

- Römisches Reich
  - Provincia Romana Aegyptus
    - Präfekt: Gaius Calvisius Statianus (169–175)

## Asien
- Armenien
  - König: Sohaimos (164–ca. 180)

- Charakene
  - König: Abinergaos II. (ca. 165–180)

- China
  - Kaiser: Han Lingdi (168–189)

- Iberien (Kartlien)
  - König: Parsmen II. (135–185)

- Indien
  - Satavahana
    - König: Sri Yajna Sātakarni III. (170–199)

- Japan (Legendäre Kaiser)
  - Kaiser: Seimu (131–191)

- Korea
  - Baekje
    - König: Chogo (166–214)

  - Gaya
    - König: Suro (42–199?)

  - Goguryeo
    - König: Sindae (165–179)

  - Silla
    - König: Adalla (154–184)

- Kuschana
  - König: Huvischka (140–183)

- Osrhoene
  - König: Abgar VIII. (167–212)

- Partherreich
  - Schah (Großkönig): Vologaeses IV. (147/148–191/192)

- Römisches Reich
  - Provincia Romana Cappadokia
    - Legat: Publius Martius Verus (166–175)

## Europa
- Bosporanisches Reich
  - König: Sauromates II. (174/175–210/211)

- Römisches Reich
  - Kaiser: Mark Aurel (161–180)
    - Konsul: Lucius Aurelius Gallus (174)
    - Konsul: Quintus Volusius Flaccus Cornelianus (174)

  - Provincia Romana Britannia
    - Legat: Quintus Antistius Adventus (173–176)

  - Provincia Romana Gallia Belgica
    - Statthalter: Didius Julianus (170–175)